# Henrique de Barros
Henrique Teixeira Queirós de Barros GCC • GCIH • GCL (Sé Nova, Coimbra, 7 de outubro de 1904 – Santa Maria de Belém, Lisboa, 27 de agosto de 2000) foi um engenheiro agrónomo, professor e político português.

## Biografia
Nasceu na freguesia da Sé Nova, em Coimbra, a 7 de outubro de 1904, mas foi batizado a 14 de janeiro de 1905 na freguesia da Pena, em Lisboa, onde os pais casaram e residiam. Era filho do escritor e pedagogo João de Barros, neto paterno do 1.º Visconde da Marinha Grande, e de Raquel Teixeira de Queiroz de Barros, doméstica, natural de Lisboa (freguesia das Mercês). Era irmão de Teresa Teixeira de Queirós de Barros, mulher de Marcello Caetano (1906–1980).
Engenheiro agrónomo, ensinou longamente como Professor Catedrático no Instituto Superior de Agronomia da Universidade Técnica de Lisboa.
A 2 de junho de 1934, casou civilmente em Lisboa com Luísa Carmina David de Morais Sarmento (Benfica, Lisboa, 19 de dezembro de 1905 – Santa Maria de Belém, Lisboa, 10 de abril de 1993), doméstica, filha do major-general Júlio Morais Sarmento e de sua mulher Carmina Adelaide David Morais Sarmento, doméstica, ambos naturais de Lisboa (ele da freguesia de Santa Isabel e ela da freguesia de Benfica). Foram padrinhos de casamento os pais dos noivos. Deste casamento nasceu Joana de Barros Baptista.
No final da década de 1930, o Prof. Henrique de Barros esteve envolvido no projeto técnico da Colónia Agrícola de Santo Isidro de Pegões (1937/38), juntamente com os engenheiros Mário Pereira e José Caldas, Presidente da Junta de Colonização Interna. 
Das suas ações mais relevantes, destacam-se a criação do Instituto António Sérgio do Sector Cooperativo e a reestruturação da Comissão da Condição Feminina. Na ausência do Primeiro Ministro competia-lhe presidir ao Conselho de Ministros, além de despachar expediente com outras secretarias de estado.
Como Ministro de Estado do I Governo Constitucional, após o 25 de Abril de 1974, contribuiu indiscutivelmente para a defesa do pluralismo e da liberdade.[carece de fontes?] O Prof. Henrique de Barros salientou-se ainda como Membro do Conselho de Estado (Junho 1974 – Março 1975), Presidente do Conselho Nacional do Plano e Presidente da Assembleia Constituinte (1975–1976).
Morreu a 27 de agosto de 2000, na freguesia de Santa Maria de Belém, em Lisboa.

## Funções governamentais exercidas
- I Governo Constitucional
  - Ministro de Estado

## Obras
- Quase um século... Memórias sintéticas (1991)

## Honras
A 31 de agosto de 1978 foi agraciado com a Grã-Cruz da Ordem Militar de Nosso Senhor Jesus Cristo, a 30 de junho de 1980 com a Grã-Cruz da Ordem da Liberdade e a 15 de junho de 2016, a título póstumo, com a Grã-Cruz da Ordem do Infante D. Henrique.